# Gillian Sanders
Gillian Sanders née Curr le 15 octobre 1981 à Pietermaritzburg en Afrique du Sud, est une triathlète professionnelle sextuple championne d'Afrique de triathlon.

## Biographie

### Jeunesse
Gillian Sanders grandit à Pietermaritzburg, en Afrique du Sud. Elle est très influencée par son père Kenneth qui participe aux championnats du monde de triathlon plusieurs fois ainsi qu'à des ultra-marathons, avec sa sœur aînée Rowena sportive également. Elle court son premier triathlon à l'âge de neuf ans. Peu de temps après, l'Afrique du Sud qui fait son retour dans le concert des nations sportives internationales, participe aux Jeux olympiques de Barcelone en 1992. Cette participation inspire un objectif à Gillian Sanders, celui de participer aux Jeux olympiques en représentation de son pays,. Elle participe en 1995 à ses premiers championnats du monde de triathlon à l'âge de 13 ans et termine à la 5e place de son groupe d'âge, les 13-15 ans. Elle continue de représenter l'Afrique du Sud comme élite junior au niveau des championnats du monde.

### Activités professionnelles
Après le lycée et un passage à la prestigieuse université de Stellenbosch ou elle obtient un diplôme en droit, Gillian Sanderse signe un contrat de formation de deux années avec un cabinet d'avocat dans sa ville natale. Ce contrat lui permet d'alterner formation professionnelle et participation au circuit national de triathlon. Après avoir terminé son contrat de formation, elle travaille comme avocate pendant deux ans. Une opportunité lui permet de poursuivre sa carrière d'avocate à Londres où elle s'installe en 2009. Elle reprend son entrainement avec pour objectif de participer aux Jeux olympiques d'été de 2012 à Londres, mais le volume d'entrainement nécessaire à cette qualification, l'incite à mettre sa carrière d'avocate en suspens.

### Carrière en triathlon
À la fin de 2010, elle devient triathlète professionnelle. Grâce à des progrès constants, elle parvient à se qualifier pour les jeux de 2012 où elle termine à la 19e place en 2 h 2 min 28 s devançant sa compatriote Kate Roberts. Cette même année, elle remporte son premier titre continental, en gagnant les championnats d'Afrique de triathlon, performance qu'elle renouvelle quatre fois en 2013, 2014, 2015 et 2017.

## Palmarès
Le tableau présente les résultats les plus significatifs (podium) obtenus sur le circuit national et international de triathlon depuis 2011,.
| Année | Compétition                                 | Pays           | Position          | Temps           |
| ----- | ------------------------------------------- | -------------- | ----------------- | --------------- |
| 2021  | Championnats d'Afrique                      | Égypte         | Médaille d'argent | 2 h 16 min 57 s |
| 2019  | Championnats d'Afrique                      | Maurice        | Médaille d'or     | 2 h 7 min 40 s  |
| 2018  | Coupe d'Afrique - l'étape d'Agadir          | Maroc          | Médaille d'or     | 2 h 3 min 11 s  |
| 2018  | Championnats d'Afrique                      | Maroc          | Médaille d'or     | 2 h 8 min 8 s   |
| 2017  | Championnats d'Afrique                      | Afrique du Sud | Médaille d'or     | 2 h 1 min 2 s   |
| 2016  | Championnats d'Afrique                      | Afrique du Sud | Médaille d'argent | 2 h 17 min 31 s |
| 2015  | Championnats d'Afrique                      | Égypte         | Médaille d'or     | 2 h 6 min 34 s  |
| 2015  | Coupe d'Europe - l'étape de Quarteira       | Portugal       | Médaille d'or     | 2 h 4 min 20 s  |
| 2014  | Championnats d'Afrique                      | Zimbabwe       | Médaille d'or     | 2 h 18 min 18 s |
| 2014  | Championnats d'Afrique du Sud               | Afrique du Sud | Médaille d'or     | 2 h 5 min 35 s  |
| 2013  | Championnats d'Afrique                      | Maroc          | Médaille d'or     | 2 h 10 min 1 s  |
| 2012  | Championnats d'Afrique                      | Maurice        | Médaille d'or     | 2 h 13 min 7 s  |
| 2012  | Coupe d'Afrique - l'étape de Port Elizabeth | Afrique du Sud | Médaille d'or     | 2 h 12 min 8 s  |
| 2012  | Triathlon de Londres                        | Royaume-Uni    | Médaille d'argent | 2 h 2 min 7 s   |
| 2011  | Championnats d'Afrique                      | Mozambique     | Médaille d'argent | 2 h 15 min 55 s |